# Ваде, Жан-Жозеф
Жан-Жозе́ф Ваде́ (фр. Jean-Joseph Vadé, [вадэ]; 17 января 1720 года, Ам — 4 июля 1757 года, Париж) — французский поэт-песенник и драматург, первым введший во французскую поэзию простонародные выражения.
Родился в Пикардии в 1720 г. в простой крестьянской семье; в юности был привезен в Париж. Простонародная оригинальность его произведений доставила ему покровительство некоторых особ. Ваде первым начал вводить в творчество слог простонаречия — грубый, но выразительный язык рынков и торговых рядов Парижа. Сочинения Ваде издавались в 1756 г.; включали 20 комических опер, водевилей, пародий и пастушеских повестей, простонародную поэму «La Pipe cassée», послания в стихах, мадригалы, басни, песни и пр.